# Memorial Brumadinho
O Memorial Brumadinho é um espaço dedicado à preservação da memória das vítimas do rompimento da barragem da Mina Córrego do Feijão, ocorrido em 2019, no município de Brumadinho, Minas Gerais. Idealizado a partir da mobilização de familiares das vítimas, o memorial tem como principal finalidade homenagear e manter viva a lembrança das 272 vítimas fatais da tragédia, entre as quais estavam trabalhadores da mineradora, moradores da comunidade local, turistas e dois nascituros.
O espaço tem como objetivo rememorar e homenagear as vítimas por meio de exposições, produção de acervo, atividades de pesquisa e ações educativas. A instituição busca fomentar reflexões críticas sobre aquela que é considerada a maior tragédia humanitária da história do Brasil, com o propósito de contribuir para a prevenção de desastres semelhantes no futuro.

## Contexto e história

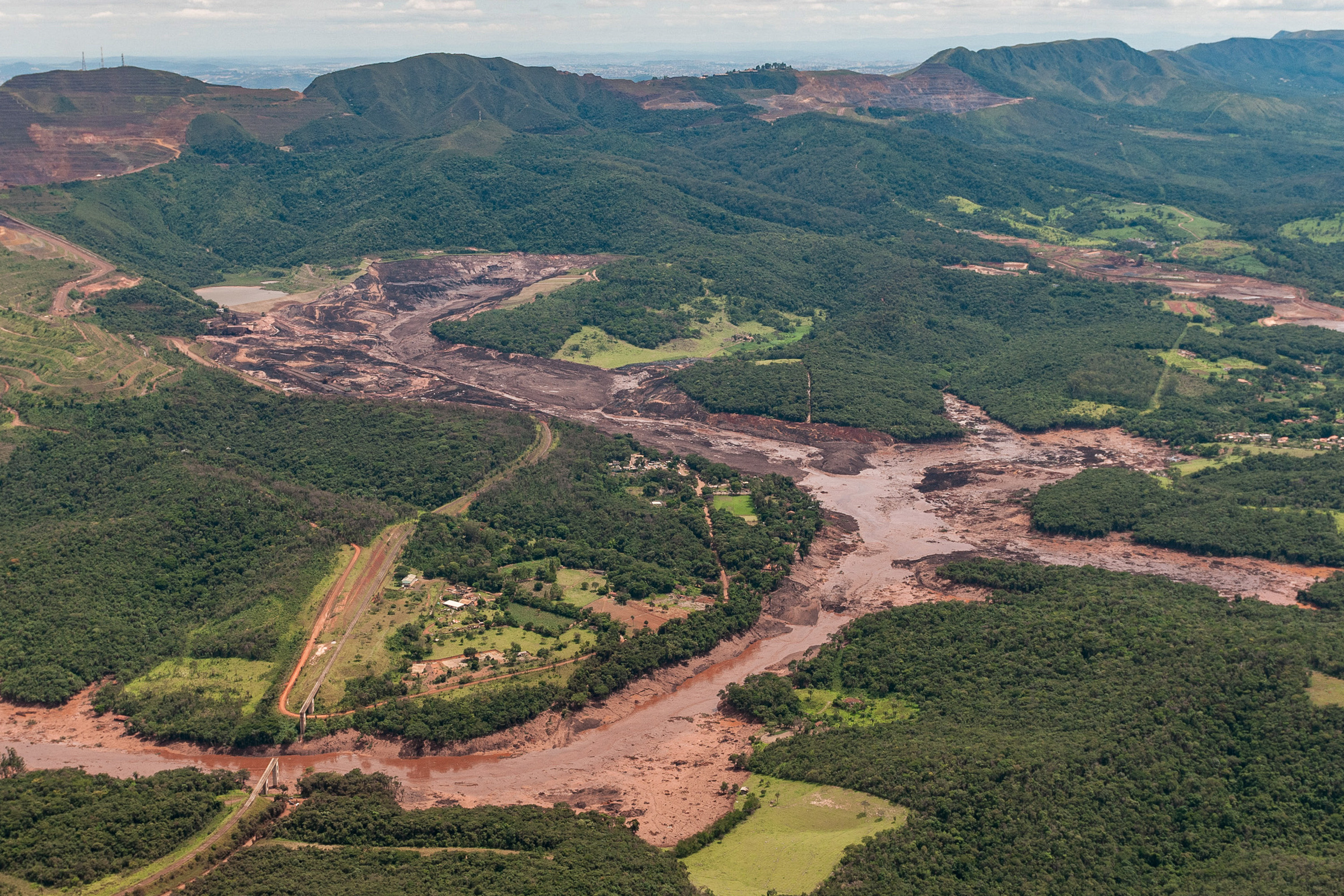
Catástrofe socioambiental provocada pelo rompimento de barragem da mineradora Vale em Brumadinho

Em 25 de janeiro de 2019, às 12h28, a barragem 1 da Mina Córrego do Feijão, de propriedade da mineradora Vale Vale S.A., rompeu-se, liberando aproximadamente 12 milhões de metros cúbicos de rejeitos de mineração. O fluxo destruiu instalações operacionais da própria mineradora, além de moradias e estabelecimentos comerciais situados na área afetada. O desastre resultou na morte de 272 pessoas, na contaminação de mais de 300 quilômetros do rio Paraopeba e afetou 26 municípios. A tragédia de Brumadinho é considerada um dos maiores desastres industriais da história do Brasil, tanto pelo elevado número de vítimas quanto pela negligência apontada durante as investigações. Além das consequências humanas e ambientais, o rompimento teve efeitos econômicos severos, desestruturando famílias e comprometendo atividades produtivas ligadas ao rio Paraopeba.
Diante da tragédia, familiares das vítimas iniciaram um movimento voltado à criação de um espaço de memória. Em maio de 2019, cerca de 100 familiares assinaram um documento protocolado no Ministério Público de Minas Gerais (MPMG), solicitando a construção de um “Parque Memorial em homenagem às vítimas da tragédia na cidade de Brumadinho”. Como resultado dessa mobilização, foi fundada a Associação de Familiares de Vítimas e Atingidos pelo Rompimento da Barragem Mina Córrego do Feijão (AVABRUM), entidade que passou a representar formalmente os interesses do grupo. A associação pleiteou participação ativa no processo de concepção e construção do memorial, além de atuar na defesa dos direitos dos atingidos.

## Construção e gestão
Em 25 de janeiro de 2020, exatamente um ano após a tragédia, os familiares das vítimas celebraram a conquista da reivindicação coletiva com a cerimônia de colocação da pedra fundamental do Memorial. O projeto arquitetônico foi selecionado em março do mesmo ano, por meio de processo seletivo conduzido com a participação dos familiares, que escolheram a proposta do escritório Gustavo Penna Arquiteto e Associados. Ainda em março de 2020, foi sancionada a Lei Estadual nº 23.590, que institui o dia 25 de janeiro como o Dia de Luto em Memória das Vítimas do Rompimento da Barragem 1 da Mina Córrego do Feijão.
As obras do Memorial Brumadinho tiveram início em março de 2021, impulsionadas pela mobilização da AVABRUM, que buscava dar visibilidade ao projeto. Em janeiro de 2022, familiares visitaram o canteiro de obras, enquanto a associação conduzia negociações sobre a governança do espaço. As obras físicas foram concluídas ainda em 2022, mas a inauguração do memorial foi adiada devido a um impasse entre os atingidos e a mineradora Vale S.A. quanto à gestão do local. Diante do impasse, a AVABRUM solicitou a mediação do MPMG e do governo estadual para intermediar as negociações.
A edificação do Memorial Brumadinho foi concluída em abril de 2023, ocasião em que os familiares das vítimas realizaram a primeira visita ao espaço. Em agosto do mesmo ano, foi firmado um acordo definitivo sobre a gestão do local. Embora a mineradora Vale S.A. tenha financiado integralmente a obra, a AVABRUM recusou que a empresa administrasse o espaço. Em agosto de 2023, a Vale e a AVABRUM assinaram, com a mediação do MPMG, um termo de compromisso que estabeleceu a criação da Fundação Memorial de Brumadinho, instituição de direito privado sem fins lucrativos encarregada da manutenção e da gestão do memorial.
O Memorial Brumadinho foi oficialmente inaugurado ao público em 25 de janeiro de 2025.

## Inauguração e recepção
A abertura oficial do Memorial Brumadinho contou com a presença de familiares das vítimas, autoridades públicas e representantes institucionais. Estiveram presentes a Associação dos Familiares de Vítimas e Atingidos por Barragens (AVABRUM), o governador de Minas Gerais, Romeu Zema, o prefeito de Brumadinho, Gabriel Parreiras, o deputado federal Pedro Aihara, representantes do Ministério Público de Minas Gerais e da imprensa.
Durante a cerimônia, o governador Romeu Zema destacou o caráter singular da obra e seu impacto emocional: “Esta é uma obra que não tem como ser explicada. Quem vier aqui vai sentir algo diferente. Na minha opinião, não há nada semelhante no Brasil. Além disso, ela serve como um alerta para que o que aconteceu no dia 25 de janeiro de 2019 nunca mais se repita.”
A secretária de Estado de Planejamento e Gestão de Minas Gerais, Luísa Barreto, também participou do evento, realizado em Córrego do Feijão. Em sua fala, enfatizou: “Essa inauguração é um momento muito importante. O memorial irá honrar a memória das 272 pessoas que, infelizmente, perderam suas vidas seis anos atrás em uma tragédia que precisa ser reparada. O Governo de Minas buscou apoiar as famílias para que pudessem concretizar o sonho deste memorial — um lugar que vai fazer com que todos se lembrem que Brumadinho não pode ser esquecido e que um desastre como esse nunca mais pode acontecer.”
A presidente da Fundação Memorial de Brumadinho, Fabiola Moulin, ressaltou a importância do espaço como marco histórico inédito no país: “Hoje é um dia de muita emoção pois, após um árduo trabalho, as portas deste espaço de memória estão abertas. Este memorial não é apenas um marco físico, mas um símbolo de luta, resiliência e amor. Que neste espaço, o público possa conhecer cada vida que foi arrancada.”
A presidente da AVABRUM, Nayara Porto, reforçou o papel do memorial como local de denúncia contra a impunidade e a negligência: “É um lembrete constante da tragédia-crime que ocorreu no dia 25 de janeiro de 2019, quando a barragem da Vale rompeu causando devastação e esta dor que ainda nos é latente pela falta dos nossos. Nossa luta não acabou. Continuaremos buscando justiça e responsabilidade.”

## Descrição e simbolismo
O Memorial Brumadinho está situado no próprio local do rompimento da barragem e apresenta um projeto arquitetônico assinado pelo escritório Gustavo Penna Arquiteto e Associados, reconhecido internacionalmente. O espaço conta com um pavilhão de aproximadamente 1 500 metros quadrados de área construída, integrado a um extenso jardim, que compõe um parque de 80 000 metros quadrados inserido em um terreno de 9 hectares. Entre os elementos simbólicos do memorial, destaca-se um bosque com 272 ipês-amarelos, plantados em homenagem a cada uma das vítimas da tragédia. O espaço também abriga uma área meditativa, duas salas de exposição — denominadas Memória e Testemunho —, uma escultura-monumento, uma drusa de cristais, além de um local destinado à guarda digna e honrosa dos segmentos corpóreos das vítimas identificadas. De acordo com o escritório responsável, “os ipês, juntamente com os caminhos sinuosos, geram percursos interativos, lúdicos e livres, criando uma integração simbólica entre o edifício e a paisagem”. A estrutura principal, distribuída em 1 220 metros quadrados, possui aberturas no teto que, segundo os autores do projeto, remetem à imagem de uma onda de rejeitos atingindo o edifício e apagando a luz do sol.
O Memorial Brumadinho adota uma abordagem simbólica em sua arquitetura, utilizando elementos que remetem à tragédia ocorrida no local. O edifício é monocromático, com tonalidade derivada da lama misturada com ferro, material que recobriu a região após o rompimento da barragem. Todo o concreto foi pigmentado com o material proveniente do rejeito retirado da barragem. A estrutura apresenta um formato fragmentado, remetendo ao impacto da massa de rejeitos sobre as construções. A entrada do memorial conta com perfurações no teto, permitindo a entrada da luz apenas por frestas, simulando rachaduras abertas pela tragédia. Nesse espaço, encontra-se a drusa, um conjunto de cristais emergindo do solo, em referência às minas. A presença de um espelho d'água simboliza a luz surgindo da escuridão.
O espaço meditativo é um grande salão livre de pé-direito variável, aberto para o jardim, situado nas proximidades de um anfiteatro externo e de uma cafeteria. Após o Espaço de Memórias, onde os visitantes podem fazer uma pausa reflexiva, encontra-se, na área externa, uma escultura suspensa com paredes enviesadas e piso que serve de suporte para projeções mapeadas. Acima das salas Memória e Testemunho, encontra-se uma escultura em forma de cabeça humana, esculpida em um bloco de 80 toneladas, com 11 metros de altura e 11 metros de largura. O bloco, inclinado em aparente desequilíbrio, simboliza a falha da técnica e o colapso estrutural. A escultura é descrita como “uma grande cabeça que sente e chora”. Segundo os arquitetos responsáveis pelo projeto, “de seus olhos geométricos, derrama-se o pranto, nosso gesto mais humano ao nos depararmos com o impacto da perda”. As “lágrimas” esculpidas formam um véu sobre as paredes de concreto, cuja face posterior abriga os “segmentos remanescentes das vítimas”. A superfície do bloco exibe a topografia do Córrego do Feijão, e dele escorrem filetes d’água. A água que escorre segue por dois filetes laterais até a extremidade do mirante suspenso, onde forma uma cascata que deságua em um lago situado a três metros abaixo, simbolizando o luto e a memória das vítimas. A forma quadrada da escultura faz referência à invenção humana da interseção entre o eixo vertical e horizontal, representando a construção de espaços.
A drusa de cristais é um monumento que faz referência à forma como os familiares das vítimas se referem a elas como “joias”. Anualmente, no aniversário do desastre, às 12h28 do dia 25 de janeiro, um feixe de luz ilumina as pedras, simbolizando a escuridão que marcou aquele momento trágico.
O conceito central do Memorial Brumadinho é carregar simbolismos e valores despertados pela tragédia, como dor, revolta e indignação. A primeira inspiração para o projeto surgiu a partir da fenda que apareceu na parede gramada da barragem no momento do rompimento. “Não é um desenho nosso. Existiu por frações de segundo, mas foi ela que prenunciou o desastre imenso que viria logo a seguir. A ideia foi congelá-la no tempo, torná-la permanente, para que nunca se extinguisse”, explicou Gustavo Penna, o arquiteto responsável pelo processo. O espaço apresenta uma fenda escavada nas paredes laterais, com os nomes das vítimas gravados nelas. Com vista limitada apenas para o horizonte distante, essa seção do percurso, que se estende por 230 metros, tem como propósito induzir à introspecção e à reflexão sobre a fragilidade humana diante de tragédias. Ao final da fenda, os visitantes encontram os espaços Memória e Testemunho, que homenageiam as vítimas por meio de fotos e objetos pessoais.